# Bernie Sanders
Bernard Sanders, detto Bernie (AFI: [ˈbɜɹni ˈsændəɹz]; New York, 8 settembre 1941), è un politico statunitense, senatore per lo Stato del Vermont dal 2007 ed in precedenza membro della Camera dei Rappresentanti per lo stesso Stato dal 1991 al 2007. Sanders è formalmente indipendente, ma è inserito nel caucus del Partito Democratico al Senato. Sanders si configura come il più importante esponente della corrente progressista del Partito Democratico e si qualifica come un socialista democratico. Dagli anni cinquanta, ovvero dal periodo della persecuzione anticomunista e antisocialista del maccartismo, è stato l'unico membro del Congresso ad autodefinirsi espressamente «socialista» e non genericamente progressista o liberal.
Laureato in scienze politiche presso l'Università di Chicago, in gioventù fu un attivista del movimento per i diritti civili; prima di intraprendere l'attività politica, ha lavorato come carpentiere e come regista. Già sindaco di Burlington e in seguito cofondatore del Congressional Progressive Caucus, Sanders è un propugnatore del modello nordico ed è favorevole all'adozione di misure di redistribuzione dei redditi. Nella sua carriera politica ha inoltre promosso azioni a sostegno dei diritti degli omosessuali, delle minoranze etniche e dei disoccupati; si è opposto alla guerra in Iraq ed è contrario alla pena di morte.
Ha concorso alle primarie del Partito Democratico del 2016 e a quelle del 2020. Dal 2021 al 2023 ha ricoperto la carica di presidente della Commissione bilancio del Senato.

## Biografia
Bernie Sanders nacque l'8 settembre 1941 nel borgo newyorkese di Brooklyn. Sua madre, Dorothy Sanders (nata Glassberg), era nata a New York da madre russa e padre polacco, entrambi ebrei; suo padre, Elias Sanders, era un ebreo polacco emigrato all'età di 17 anni negli Stati Uniti, dove divenne un rappresentante di vernici. Molti dei parenti del padre che erano rimasti in Polonia furono uccisi durante la Shoah. Sanders ha un fratello maggiore, Larry, esponente del Partito Verde di Inghilterra e Galles.
Da bambino visse sulla East 26th Street nel quartiere di Midwood, sempre a Brooklyn, dove frequentò le scuole elementari e medie. Nel pomeriggio, inoltre, seguiva i tradizionali insegnamenti di religione e cultura presso un istituto ebraico; il suo Bar mitzvah fu celebrato nel 1954. A detta del fratello, alla famiglia Sanders non mancavano cibo o vestiti, ma «cose più difficili da procurare, come delle tende o un tappeto». Durante l'adolescenza fu allievo della James Madison High School, dove fu capitano della squadra di atletica leggera e concorse alla sua prima competizione elettorale, quella per la presidenza del corpo studentesco, perdendo.
Dopo aver frequentato l'anno accademico 1959-1960 al Brooklyn College, si trasferì all'Università di Chicago dove conseguì la laurea in scienze politiche nel 1964; Sanders si è autodefinito uno studente universitario «mediocre» che riteneva le lezioni «noiose e insignificanti». In quegli anni, nel frattempo, aveva perso sia la madre (1959) sia il padre (1962).
Terminati gli studi, trascorse alcuni mesi nel kibbutz israeliano di Shaar HaEmekim per poi fare ritorno a New York, dove lavorò come collaboratore sanitario in un ospedale psichiatrico, assistente sociale e falegname. Nel 1968 decise di stabilirsi in Vermont, a suo dire perché «affascinato dalla vita rurale», e riprese la professione di carpentiere affiancandovi alcune esperienze come regista, scrittore, curatore di materiale scolastico e occasionalmente giornalista per il Vermont Freeman.

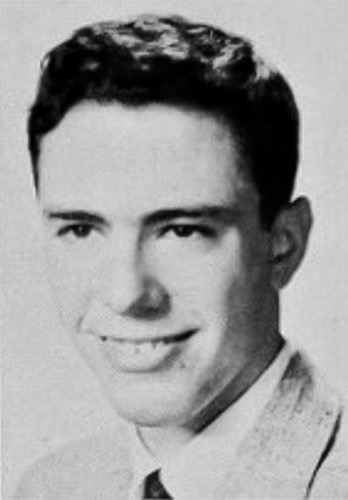
Ritratto di Bernie Sanders nel 1959, durante l'ultimo anno delle scuole superiori

Nel 1979 realizzò un documentario di mezz'ora incentrato sulla figura del sindacalista ed esponente politico socialista Eugene Victor Debs; il titolo dell'opera è Eugene V. Debs: Trade Unionist, Socialist, Revolutionary, 1855-1926. Nel 1987, mentre era sindaco di Burlington, pubblicò We Shall Overcome, un album di talking blues inciso con il contributo di trenta musicisti del Vermont. L'anno dopo, invece, apparve in un cameo nel film Ancora insieme, interpretando un uomo che distribuisce caramelle ai bambini in occasione della notte di Halloween.
Bernie Sanders si è sposato due volte:
- con Deborah Shilling, a cui è stato legato dal 1964 al 1966 e da cui non ha avuto figli[4];
- con Jane O'Meara, con cui è sposato dal 1988 e della quale ha adottato i tre figli avuti dal precedente marito[4].

Nel 1969 ha inoltre avuto un figlio, Levi, dalla sua compagna Susan Campbell Mott.
Per quanto attiene alla sfera religiosa, Sanders si descrive come un «ebreo secolare senza forti legami con i culti organizzati», ma comunque «fiero di essere ebreo»; non frequenta abitualmente la sinagoga e ha spesso lavorato nella festività di Rosh haShana, il Capodanno religioso ebraico. La moglie Jane è invece cattolica; in varie circostanze, Sanders ha espresso parole di forte stima e apprezzamento nei confronti di papa Francesco, che ha poi brevemente incontrato nell'aprile 2016 dopo un convegno in Vaticano sui temi dell'ambiente, affrontati anche dal pontefice nell'enciclica Laudato si'.
Nel 2016, a seguito di una denuncia presentata dal coordinatore per il Vermont della campagna presidenziale di Donald Trump, la seconda moglie di Sanders è stata sottoposta a un'inchiesta da parte dell'FBI per una presunta truffa risalente al 2010: la donna fu accusata di aver ottenuto, grazie a certificazioni false e a pressioni indebite esercitate dai collaboratori del marito, un ingente prestito a beneficio del Burlington College, di cui all'epoca era presidente. Nel giugno del 2017, il Washington Post rese noto che il senatore non risultava indagato; in seguito anche la moglie fu pienamente scagionata dalle accuse.
Nel 2017 il Brooklyn College gli conferì il titolo di dottore in scienze umanistiche honoris causa. Nell'ottobre del 2019, durante la campagna elettorale per le primarie del Partito Democratico, Sanders fu sottoposto a un intervento chirurgico d'urgenza a seguito di una coronaropatia.

## Carriera politica

### Attivismo giovanile
Quando era un allievo dell'Università di Chicago, Sanders si unì all'affiliazione giovanile del Partito Socialista d'America e fu attivo nell'ambito del movimento per i diritti civili degli afroamericani come coordinatore per il Congress of Racial Equality e lo Student Nonviolent Coordinating Committee. Protestò inoltre contro i ricorrenti episodi di discriminazione razziale che si verificavano nell'ambiente universitario: insieme ad altri 32 studenti, promosse il primo sit-in nella storia di Chicago, il che indusse il rettore George Wells Beadle a istruire un'indagine interna sui trattamenti discriminatori; Sanders manifestò anche contro la brutalità poliziesca, incorrendo in un arresto. Nell'agosto del 1963 prese parte alla storica marcia su Washington organizzata da Martin Luther King e udì in prima persona il celebre discorso «I have a dream».
Fu altresì un oppositore della guerra del Vietnam, nella quale non fu assoggettato alla leva obbligatoria perché già troppo anziano per essere arruolato; nondimeno, pur avversando l'uso della violenza e sostenendo l'obiezione di coscienza, non ha mai criticato coloro che hanno combattuto ed è sempre stato un grande propugnatore dei diritti dei veterani.

### Gli inizi nel Liberty Union Party
Negli anni settanta cominciò a dedicarsi totalmente alla politica, un impegno la cui importanza egli sintetizzò nella frase:
(Bernie Sanders)
Nel 1970 aderì al Liberty Union Party, un movimento pacifista e anticapitalista che operava a livello locale ispirandosi ai princìpi del socialismo rivoluzionario. Sanders si candidò due volte come governatore del Vermont (1972 e 1976) e in due altre occasioni come senatore (1972 e 1974); pur venendo sempre sconfitto, ottenne alcuni risultati ragguardevoli, come il terzo posto alle elezioni senatoriali del 1974 (superato dal democratico Patrick Leahy, ancora in carica, e dal repubblicano Richard W. Mallary) o le 11 000 preferenze conseguite alle consultazioni governatoriali del 1976. Nel 1977 si defilò dal partito, diventando formalmente un indipendente due anni più tardi.

### Sindaco di Burlington (1981-1989)

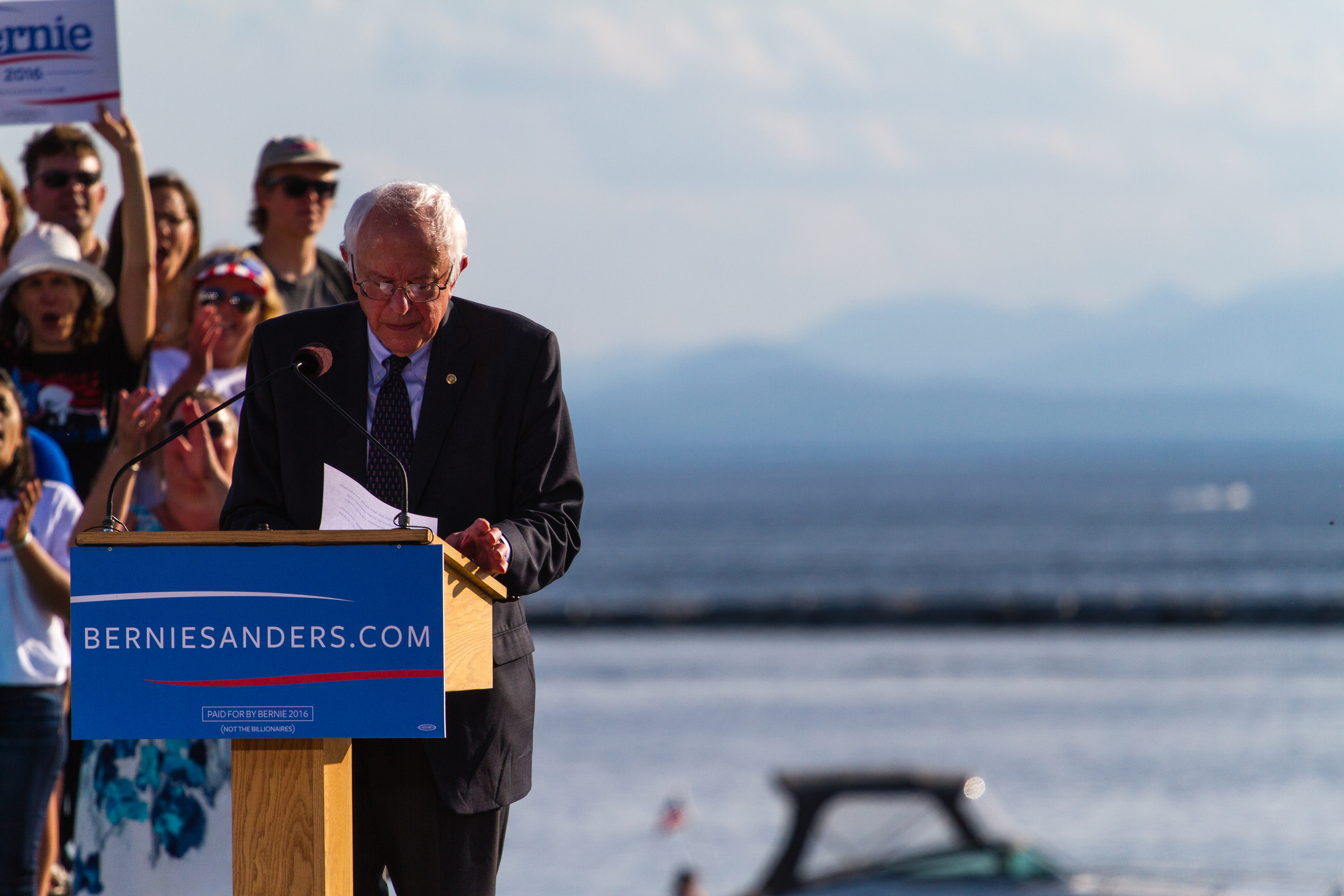
Sanders a Burlington nel 2015

Nel 1980 il trentanovenne Sanders decise di avanzare la propria candidatura a sindaco di Burlington, il centro abitato più popoloso del Vermont. Il primo cittadino uscente era il democratico Gordon Paquette, in carica da dieci anni, che durante il suo lungo mandato aveva costruito un saldo legame con la comunità, beneficiando di un diffuso consenso popolare. Il Partito Repubblicano – a cui Paquette aveva offerto di collaborare nell'amministrazione della città – scelse di non presentare un proprio concorrente, appoggiando la ricandidatura del sindaco in carica e rendendo quindi Sanders lo sfidante più accreditato; la corsa di quest'ultimo fu inoltre agevolata dalla mossa del progressista Greg Guma, che decise di ritirarsi dalla competizione per non dividere l'elettorato di sinistra.
La campagna di Bernie Sanders si giovò dell'apporto di numerosi volontari, ottenendo anche il sostegno di alcuni professori universitari, degli enti di assistenza sociale e del sindacato dei poliziotti. Il suo slogan distintivo era «Burlington is not for sale» («Burlington non è in vendita»): egli promise, se eletto, di bloccare i progetti dell'imprenditore Antonio Pomerleau, che mirava a costruire sulle rive del lago Champlain un complesso di edifici costituito da hotel, uffici e residenze di lusso; Paquette invece previde la rovina di Burlington in caso di vittoria del suo sfidante, affermando che il programma di Sanders avrebbe arrecato detrimento allo sviluppo economico della comunità. L'esito finale delle votazioni, che si svolsero nell'aprile del 1981, fu del tutto inaspettato: il candidato indipendente sconfisse Paquette con appena dieci voti di scarto, diventando sindaco della città. Sanders fu poi rieletto per altri tre mandati biennali nel 1983 (guadagnando il 52% dei suffragi), nel 1985 (55%) e nel 1987 (56%), rimanendo quindi in carica per otto anni consecutivi.

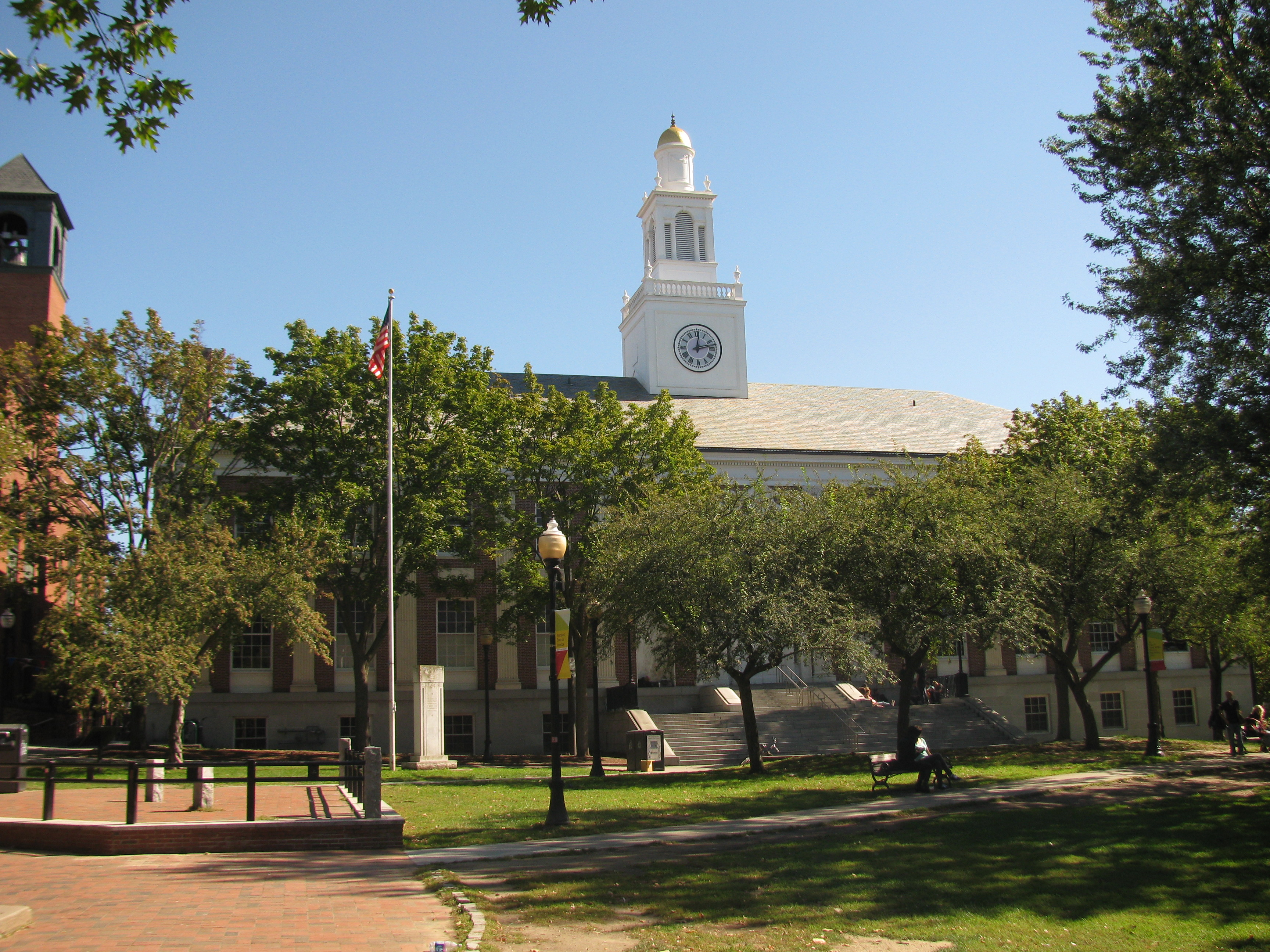
Il municipio di Burlington, dove Sanders fu sindaco per otto anni

Una volta insediatosi come primo cittadino, egli realizzò la sua principale promessa elettorale: il piano speculativo di Pomerleau – del quale divenne comunque amico – non fu autorizzato e le rive del lago Champlain furono riqualificate con la creazione di parchi, spazi pubblici e piste ciclabili; Sanders portò inoltre a compimento un programma di edilizia convenzionata, avvalendosi del primo esempio di community land trust a livello nazionale. Fra il 1986 e il 1988, produsse e condusse una trasmissione televisiva ad accesso pubblico, intitolata Bernie Speaks with the Community. Infine, contribuì a rivitalizzare la squadra locale di baseball, i Vermont Reds.
Dal punto di vista più prettamente politico, riunificò e stabilizzò il movimento progressista, il futuro Vermont Progressive Party, che fu il suo principale alleato nel consiglio comunale. Sanders intervenne altresì nel dibattito nazionale, presentandosi apertamente come un «socialista» e criticando la politica estera di Ronald Reagan. Nel 1985 ospitò in città un discorso del linguista, filosofo e anarchico Noam Chomsky, che volle presentare personalmente.
Nel 1986 si ricandidò come governatore del Vermont dopo dieci anni dall'ultimo tentativo infruttuoso; il risultato fu però identico, con un terzo posto e il 14,4% dei voti, alle spalle della governatrice democratica uscente Madeleine Kunin e del vicegovernatore repubblicano Peter Plympton Smith. Nel 1989, dopo quattro mandati come primo cittadino, decise di non ripresentarsi; la sua amministrazione è stata universalmente giudicata come positiva, tanto che già nel 1987 Sanders fu annoverato dall'U.S. News & World Report nella lista dei migliori sindaci d'America.

### Membro della Camera dei Rappresentanti per lo stato del Vermont (1991-2007)
Nel 1988 si candidò alla Camera dei rappresentanti venendo sconfitto di stretta misura da Peter Plympton Smith, già suo avversario durante le consultazioni di due anni prima per il ruolo di governatore del Vermont, il quale si impose con il 41,2% delle preferenze. Sanders ci riprovò con successo nel 1990, sempre contro Smith, diventando il primo indipendente a essere eletto alla Camera dopo quarant'anni (l'ultimo era stato Frazier Reams per l'Ohio) e venendo altresì definito dal Washington Post come «il primo socialista» a riuscirvi. L'ex sindaco di Burlington fu rieletto per altre sette volte sempre con ampio margine (tranne nel 1994, quando vinse con il 3,3% di scarto), rimanendo in carica fino al gennaio 2007, allorché divenne senatore.

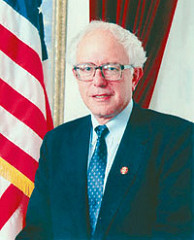
Ritratto ufficiale di Sanders alla Camera (1991)

Durante il suo primo anno alla Camera, Sanders si alienò le simpatie di molti suoi colleghi, attaccando duramente i due partiti maggiori del sistema politico statunitense e tacciandoli di corporatocrazia. Nel 1991 fu inoltre uno dei cinque fondatori del Congressional Progressive Caucus, che presiedette per otto anni, mentre seguitava a rifiutare di unirsi al Partito Democratico, conservando la propria indipendenza.
Nel 1993 votò contro il Brady Handgun Violence Prevention Act, un disegno di legge che introduceva alcune restrizioni sulla libera vendita delle armi da fuoco e che comunque fu approvato. L'anno successivo sostenne il Violent Crime Control and Law Enforcement Act, ritenendo necessaria la parte del provvedimento che istituiva alcune misure contro la violenza sulle donne, ma criticandone aspramente le altre parti. Nel 1998 si oppose invano all'abrogazione del Glass-Steagall Act, che prevedeva la separazione fra banche d'investimento e banche di deposito.
Sanders votò contro l'invasione irachena del 2003, schierandosi però a favore dell'Authorization for Use of Military Force Against Terrorists, successiva agli attentati dell'11 settembre 2001. In seguito non lesinò attacchi alle politiche dell'amministrazione guidata da George W. Bush, contestando soprattutto i tagli ai servizi sociali e le limitazioni alla privacy dei cittadini; a questo proposito, Sanders fu uno dei più strenui oppositori del Patriot Act, proponendo svariati emendamenti per circoscriverne gli effetti oppure abolirlo del tutto.
Nel 2002 osteggiò il Bipartisan Campaign Reform Act, che introduceva nuove regole sui finanziamenti ai partiti, e l'anno seguente fu il protagonista di un aspro dibattito con Alan Greenspan, l'allora presidente della Federal Reserve, da lui accusato di aver caldeggiato norme a favore dei più ricchi che avrebbero sfavorito la classe media, aumentato la povertà e innalzato il tasso di disoccupazione.
Nel 2005, durante l'ultimo dei suoi mandati alla Camera, Sanders avallò l'approvazione del Protection of Lawful Commerce in Arms Act, un provvedimento che tutelava i produttori e i rivenditori di armi da fuoco da eventuali conseguenze legali nel caso in cui qualcuno si fosse servito dei loro prodotti per commettere omicidi o altre azioni illecite. Dopo essere stato aspramente criticato per il suo voto, egli difese la propria presa di posizione affermando: «Se qualcuno possiede una pistola e questa finisce nelle mani di un assassino e l'assassino uccide qualcun altro, riterreste responsabile il produttore della pistola? Non più di quanto considerereste responsabile una casa produttrice di martelli nel caso in cui qualcuno colpisse qualcun altro in testa con un martello». In varie circostanze, Sanders ha dichiarato di essere favorevole a limitare il libero utilizzo delle armi da fuoco, promuovendo in particolar modo la messa al bando delle armi semiautomatiche.

### Senatore degli Stati Uniti d'America per lo stato del Vermont (2007-)
Nell'aprile del 2005 – a seguito dell'annuncio di Jim Jeffords, senatore in carica per il Vermont, di volersi ritirare dalla vita pubblica – Sanders presentò la sua terza candidatura alla camera alta, dopo quelle fallimentari del 1972 e del 1974. La sua campagna fu sostenuta da Chuck Schumer, responsabile elettorale del Partito Democratico (che non presentò candidati propri), dal capogruppo della minoranza Harry Reid, dal presidente del Comitato nazionale democratico e già governatore del Vermont Howard Dean, nonché dal giovane senatore Barack Obama, il quale lo accompagnò in alcuni comizi.
Il 7 novembre 2006 vinse le consultazioni con quasi i due terzi dei suffragi, prevalendo sul repubblicano Richard Terrent. La sua elezione servì ai democratici – con i quali, pur continuando a non essere politicamente schierato, si trovava in sintonia su molteplici punti – per conseguire la maggioranza al Senato (51 a 49) nel 110º Congresso, giacché in caso di parità il vicepresidente Dick Cheney avrebbe ovviamente votato in favore dei repubblicani.
Durante il suo primo mandato, si oppose dapprima agli sgravi fiscali per i redditi più alti concessi da George W. Bush, e in un secondo momento alle riforme economiche del neopresidente Barack Obama, osteggiando la nomina di Timothy Geithner come segretario al tesoro. In particolare, il 10 dicembre 2010 – contestando un nuovo provvedimento di alleggerimento fiscale, visto come una continuazione della politica di Bush – pronunciò in aula un discorso ostruzionistico della durata di otto ore e trentaquattro minuti, conquistando apprezzamenti e ampia popolarità: da più parti gli fu chiesto di presentarsi contro Obama alle primarie democratiche del 2012, proposta da lui rifiutata. Il testo del lungo intervento di Sanders fu pubblicato come libro l'anno successivo, con il titolo di The Speech: A Historic Filibuster on Corporate Greed and the Decline of Our Middle Class; il ricavato fu devoluto in beneficenza.
Nel 2012 fu riconfermato per un secondo mandato di sei anni con il 71% dei voti. In seguito fu designato quale presidente della commissione sugli affari dei veterani, ruolo che ha ricoperto sino al 2015; Sanders ha fatto parte anche delle commissioni su ambiente, energia, salute, istruzione, lavoro e pensioni.
Il suo operato ha ricevuto valutazioni generalmente positive: la NAACP e la NHLC, le associazioni che rappresentano rispettivamente la comunità afroamericana e quella ispanica, gli hanno attribuito giudizi ampiamente favorevoli. Il periodico Forward lo ha inoltre inserito nella propria «top 5» dei migliori senatori, mentre i sondaggi d'opinione del 2015 lo accreditavano di un indice di apprezzamento pari all'83%, il che lo rendeva il senatore più stimato del Paese.

### Primarie democratiche del 2016
In previsione delle elezioni presidenziali del 2016, Bernie Sanders si candidò alle primarie del Partito Democratico in competizione con l'ex first lady ed ex segretario di Stato Hillary Clinton, sostenuta dalla larga maggioranza degli esponenti del partito.

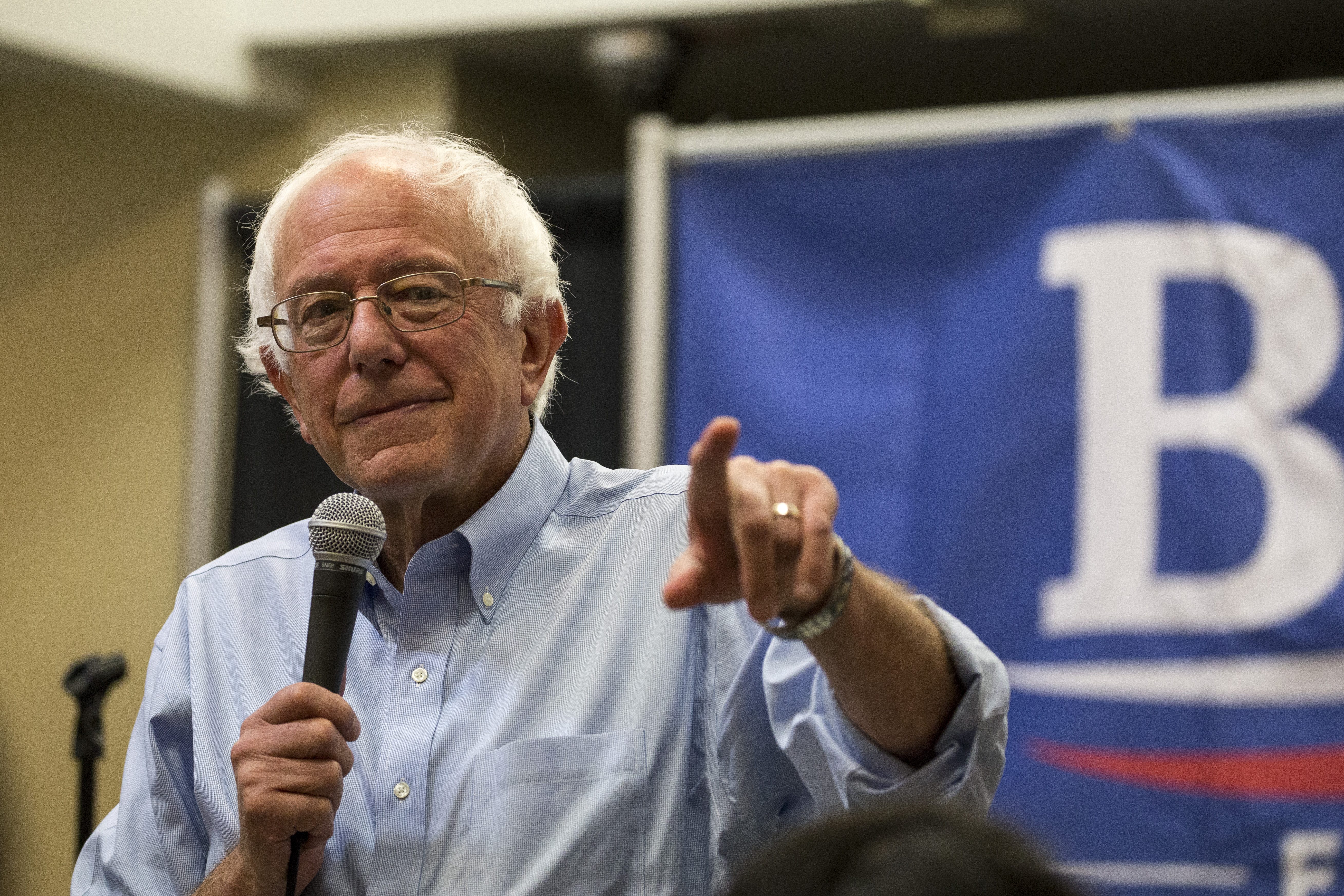
Bernie Sanders durante un comizio per le primarie del 2016

Sanders si presentò con un programma politico articolato nei seguenti punti:
- istituzione di un sistema sanitario pubblico e universalistico;
- reviviscenza del Glass-Steagall Act del 1933, provvedimento che introdusse una separazione netta fra banche di risparmio e banche d'investimento, con l'obiettivo dichiarato di tutelare i risparmiatori dai rischi connessi alla speculazione finanziaria;
- sviluppo di un sistema universitario pubblico interamente gratuito, finanziato attraverso imposte sulle operazioni di borsa;
- istituzione di un salario minimo orario di 15 dollari;
- introduzione del divieto per lobby e grandi finanziatori di intrattenere determinati rapporti con coloro che ricoprono cariche pubbliche e con i candidati alle competizioni elettorali, con conseguente istituzione di una forma di finanziamento pubblico dell'attività politica al fine di «risanare la democrazia» e di «permettere a chiunque di candidarsi a un pubblico ufficio, senza dover elemosinare denaro dai più ricchi e dai più potenti».

Fra le personalità pubbliche che manifestarono il loro appoggio («endorsement») a Sanders si annoverano, tra gli altri, il 39º presidente degli Stati Uniti Jimmy Carter, l'ex governatore dell'Oregon John Kitzhaber, l'ex governatore del Minnesota Jesse Ventura, il leader dei laburisti britannici Jeremy Corbyn, l'ex ministro delle finanze greco Gianīs Varoufakīs, il politico spagnolo Pablo Iglesias Turrión, il linguista Noam Chomsky, il medico e attivista Patch Adams, i cantautori Neil Young, Roger Waters, Billie Joe Armstrong e Art Garfunkel, gli attivisti Erin Brockovich e Richard Stallman, l'economista Thomas Piketty, l'informatico Steve Wozniak e il regista Michael Moore. L’ex sindaco di Burlington fu appoggiato anche dalla National Nurses United, la più grande organizzazione di infermieri negli Stati Uniti, per sostenere il piano Medicare for all.
Lo slogan prescelto per la campagna elettorale fu «A future to believe in» («Un futuro in cui credere»), a cui si è poi aggiunto l'hashtag #feelthebern, diffusosi spontaneamente fra i simpatizzanti di Sanders. I suoi sostenitori più accesi, in buona parte studenti universitari e giovani lavoratori con reddito medio-basso, usavano mostrarsi in pubblico con ciocche di capelli tinte di bianco in suo onore.

Il logo della campagna elettorale del 2016

Nell'aprile del 2015, all'annuncio della sua candidatura, i primi sondaggi attribuivano a Sanders il 4% dei consensi a livello nazionale, una quota superiore rispetto ai concorrenti minori Martin O'Malley, Jim Webb, Lincoln Chafee e Lawrence Lessig, ma lontana dal 75% accreditato a Hillary Clinton; il vicepresidente Joe Biden – non ancora formalmente candidato – era stimato intorno al 12% delle preferenze. Nell'arco di poche settimane, il senatore del Vermont fu in grado di incrementare notevolmente i propri consensi, fino a raggiungere il 33% (contro il 52% della sua principale avversaria) in una rilevazione divulgata a ottobre; anche il disimpegno di Biden, mossa caldeggiata dalla dirigenza del partito nella prospettiva di rafforzare Hillary Clinton, contribuì a lanciare Sanders come unica alternativa credibile all'ex first lady.
Prima del voto, la campagna democratica fu contraddistinta da toni sobri e pacati, in netta antitesi rispetto alle provocazioni di Donald Trump, uno dei principali concorrenti nel campo repubblicano. Il medesimo Sanders si rifiutò di attaccare Hillary Clinton sulla controversia delle e-mail, preferendo concentrare la propria attenzione sulle linee programmatiche della sua avversaria e sulla sua vicinanza agli ambienti finanziari.
Il 1º febbraio 2016 le votazioni ebbero inizio nell'Iowa con il metodo dei caucus; malgrado i sondaggi vedessero l'ex first lady in netto vantaggio, i due avversari raggiunsero un sostanziale pareggio (49,9% per Clinton e 49,6% per Sanders); Martin O'Malley, l'unico rimasto fra gli altri candidati democratici, si fermò a un modesto 0,5%, ritirandosi dalla corsa. Pochi giorni dopo, nelle primarie del New Hampshire, Sanders prevalse inopinatamente con 22 punti di margine, ma fu poi battuto di stretta misura il 20 febbraio, nei caucus del Nevada. Dopo i primi tre voti, il computo dei delegati risultava in parità, mentre i cosiddetti «superdelegati» – designati dal partito a prescindere dall'esito del suffragio popolare – assicuravano un esiguo vantaggio all'ex segretario di Stato.

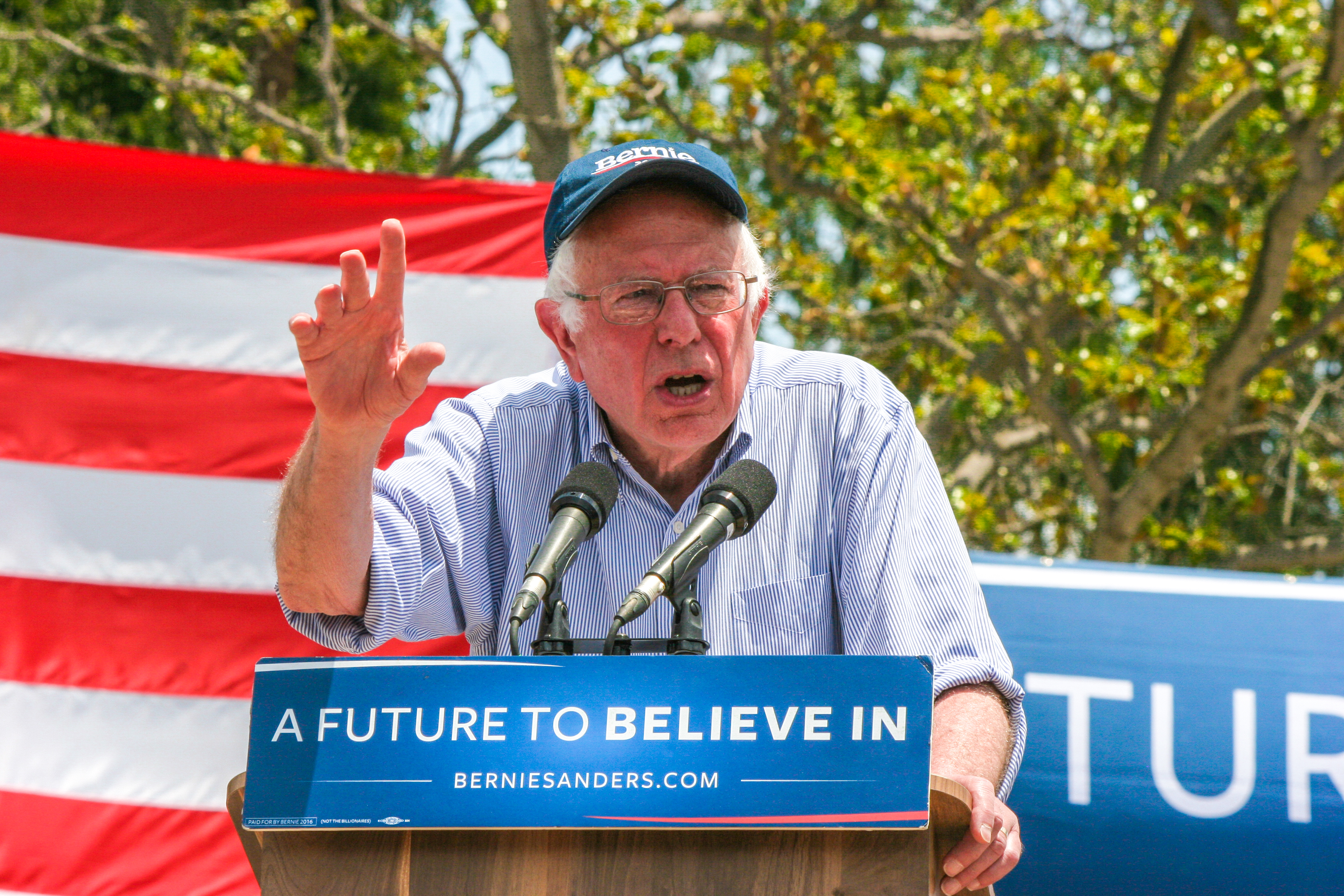
Il senatore a Los Angeles

ll 27 febbraio, nelle primarie della Carolina del Sud, Sanders conobbe il primo grave insuccesso della sua campagna. Una svolta significativa avvenne il 1º marzo: nel Supermartedì che prevedeva votazioni in 13 circoscrizioni territoriali, il senatore socialista uscì sconfitto pressoché ovunque, affermandosi solo in quattro Stati (il suo Vermont, il Minnesota, il Colorado e l'Oklahoma); in tutti gli altri territori – ossia Alabama, Arkansas, Georgia, Massachusetts, Samoa Americane, Tennessee, Texas e Virginia – Sanders fu battuto con ampio distacco, non riuscendo a intercettare il consenso delle minoranze afroamericane e ispaniche che in larga misura sostenevano l'ex first lady.

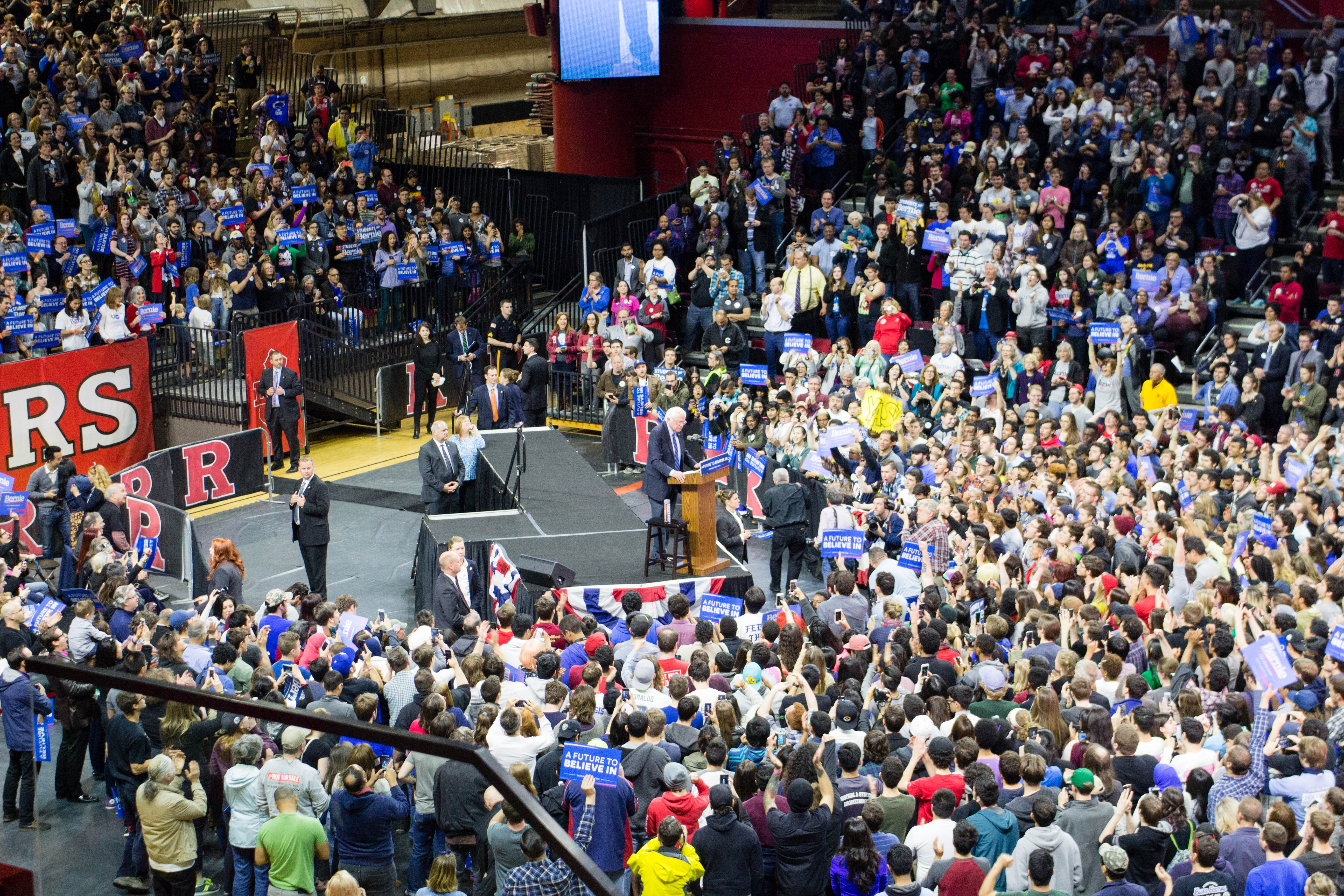
Sanders circondato dai suoi sostenitori durante un discorso

La competizione proseguì con risultati alterni: l'ex sindaco di Burlington primeggiò in 12 delle 21 votazioni svolte fra il 5 marzo e il 9 aprile, comprese le consultazioni degli elettori democratici all'estero, rimanendo quindi in corsa per la candidatura presidenziale. Tuttavia, nelle primarie dello Stato di New York del 19 aprile, malgrado un acceso dibattito televisivo che sembrava averlo favorito, Sanders conseguì solo il 42% delle preferenze, permettendo dunque alla sua sfidante di incrementare il proprio vantaggio. Il senatore fu parimenti sconfitto in quattro delle cinque votazioni tenutesi il 26 aprile, non sapendo invertire la tendenza neppure negli appuntamenti elettorali del mese successivo. Il 4 giugno, nei caucus delle Isole Vergini Americane, egli accusò il peggior insuccesso della sua campagna, ottenendo solo il 12% dei suffragi.
Il margine di svantaggio accumulato nei confronti di Hillary Clinton divenne aritmeticamente incolmabile il 7 giugno, quando il senatore perse le primarie della California, che mettevano in palio 550 delegati; le contestuali vittorie in Montana e nel Dakota del Nord, due Stati molto meno popolosi, si rivelarono così del tutto ininfluenti ai fini del risultato complessivo. La campagna si chiuse una settimana più tardi con le consultazioni nel distretto di Columbia, che l'ex first lady si aggiudicò in virtù del 78,7% dei voti.
Il 12 luglio il senatore annunciò pubblicamente il suo sostegno a Hillary Clinton nella corsa alla Casa Bianca. Durante l'estate, l'organizzazione WikiLeaks diffuse alcuni messaggi di posta elettronica dai quali sembrava evincersi come alcuni esponenti di vertice del Partito Democratico, tra cui Debbie Wasserman Schultz, si fossero segretamente adoperati per favorire la campagna dell'ex segretario di Stato a discapito di Sanders.
Il senatore del Vermont ottenne una preferenza dal collegio elettorale che il 19 dicembre 2016 designò formalmente Donald Trump come 45º presidente degli Stati Uniti: il «grande elettore» democratico David Mulinix, nominato in rappresentanza delle Hawaii, decise infatti di contraddire il suffragio popolare attribuendo il proprio voto a Sanders anziché a Hillary Clinton.

### Primarie democratiche del 2020

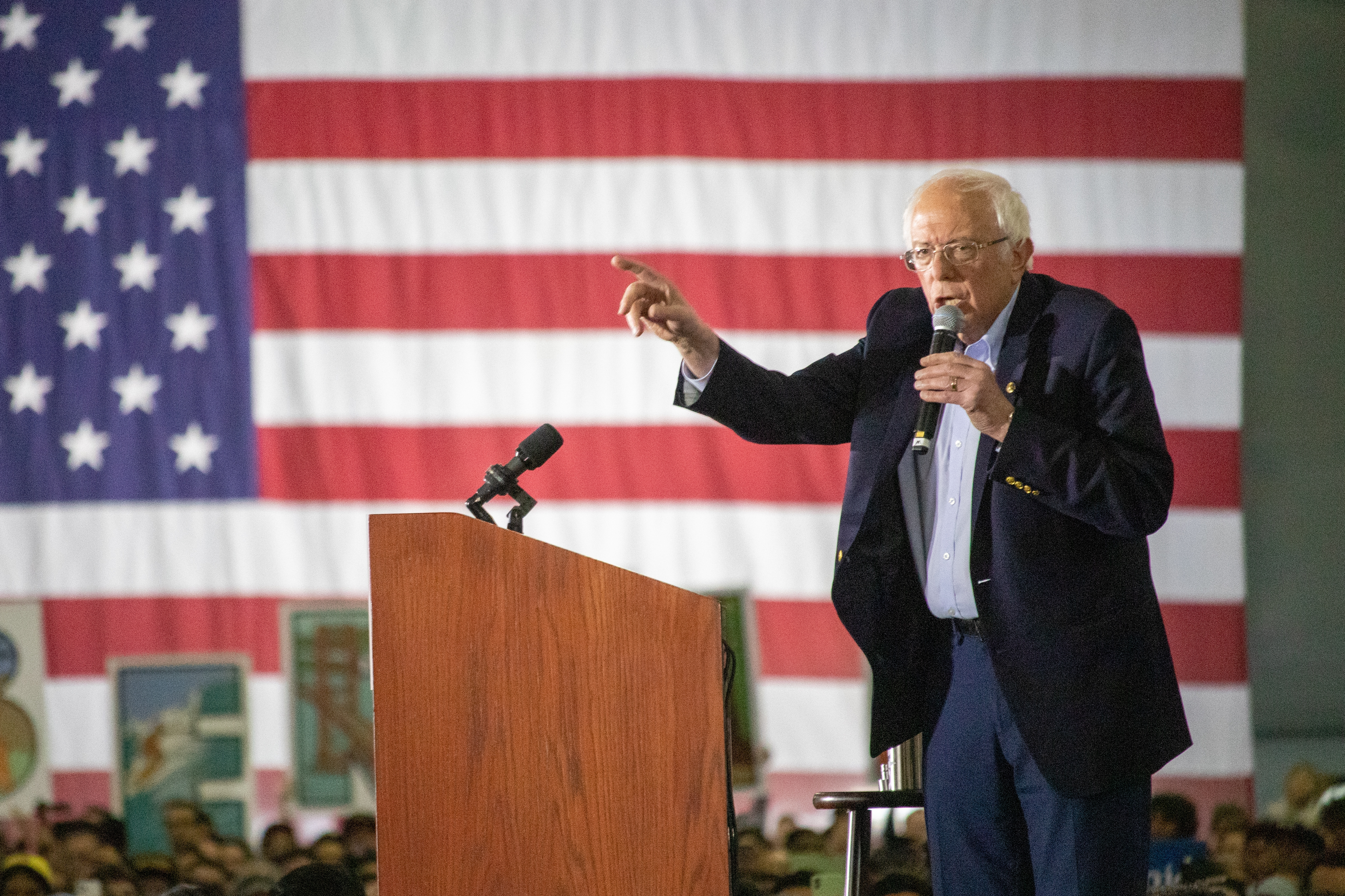
Bernie Sanders impegnato in un'iniziativa elettorale nel marzo del 2020

Dopo essere stato eletto per un terzo mandato da senatore con il 67% dei consensi nel 2018, nel febbraio dell'anno seguente Sanders annunciò la sua ricandidatura alle primarie democratiche in vista delle presidenziali del 2020. Forte della popolarità e della stima guadagnate nelle primarie precedenti, il movimento reclutò più di un milione di volontari nell'arco di una settimana e raggiunse un milione di dollari di sovvenzioni appena quattro ore dopo l'annuncio della nuova discesa in campo: a questo riguardo, il senatore si impegnò a non accettare alcun contributo economico da parte di miliardari e di lobby, facendo quindi affidamento soltanto su donazioni modeste, pari in media a 18 dollari.
La campagna di Sanders ricevette pubbliche dichiarazioni di sostegno («endorsement») da parte dei politici Bill de Blasio, Patrick Leahy, Alexandria Ocasio-Cortez, Ilhan Omar, Evo Morales e Luiz Inácio Lula da Silva, nonché da alcuni personaggi del mondo dello spettacolo, tra cui Miley Cyrus, Danny DeVito, Ariana Grande, Jack Nicholson, Emily Ratajkowski e Dick Van Dyke. I sondaggi d'opinione divulgati prima del voto indicavano l'ex sindaco di Burlington come uno dei principali favoriti insieme a Kamala Harris, a Elizabeth Warren e all'ex vicepresidente Joe Biden, il quale fu aspramente criticato dal senatore socialista per il suo assenso alla guerra in Iraq e al NAFTA.
Le fasi iniziali delle elezioni arrisero a Bernie Sanders: pur essendo stato eguagliato da Pete Buttigieg – come numero di delegati – nei confusionari caucus dell'Iowa, il senatore del Vermont conseguì la maggior quantità di preferenze in ciascuno dei primi tre Stati chiamati al voto, circostanza che in precedenza non si era mai verificata nella storia del partito. Il successivo Supermartedì del 3 marzo 2020 – malgrado la significativa vittoria di Sanders in California – vide una netta affermazione di Biden, che si aggiudicò la sfida in quasi tutti i territori e acquisì un vantaggio considerevole sui propri concorrenti. Il prosieguo della campagna elettorale fu fortemente condizionato dalla pandemia di COVID-19: l'8 aprile 2020 Sanders abbandonò la competizione, annunciando poi il proprio appoggio alla candidatura dell'ex vicepresidente di Barack Obama.

### Dopo le primarie
A seguito del successo di Biden alle consultazioni presidenziali del 3 novembre 2020, l'ex sindaco di Burlington manifestò la propria disponibilità a ricoprire l'incarico di segretario del lavoro nella nuova amministrazione. Malgrado la mancata nomina, con il raggiungimento della maggioranza al Senato da parte del Partito Democratico, Sanders è stato designato dal presidente eletto Joe Biden come nuovo presidente della commissione bilancio.
Nel 2024 è stato rieletto per la quarta volta come senatore per il Vermont, annunciando che si ritirerà dal Senato al termine del mandato.

## Posizioni politiche
Bernie Sanders si è sempre definito un «socialista democratico». I principali obiettivi della sua proposta politica consistono nel «creare un'economia che funzioni per tutti, non solo per i più ricchi» e agevolare la partecipazione democratica dei cittadini, in modo particolare dei più giovani, riconoscendo inoltre salute e istruzione come diritti inalienabili e gratuiti. Dal punto di vista delle politiche sociali e fiscali, Sanders è un sostenitore del modello nordico e dell'adozione di misure di redistribuzione dei redditi; come propria consulente in campo economico ha scelto Stephanie Kelton, una delle principali esponenti della teoria della moneta moderna. È altresì un fermo propugnatore dei diritti LGBT, di quelli delle minoranze etniche, della legalizzazione dell'aborto e della cannabis, nonché un oppositore della pena di morte e del secondo emendamento (nonostante sia favorevole alla tutela giuridica dei fabbricanti d'armi). Alcuni osservatori hanno però ritenuto più appropriato descrivere Sanders come un socialdemocratico piuttosto che come un socialista, in quanto egli non promuove la completa abolizione del capitalismo e della proprietà privata.

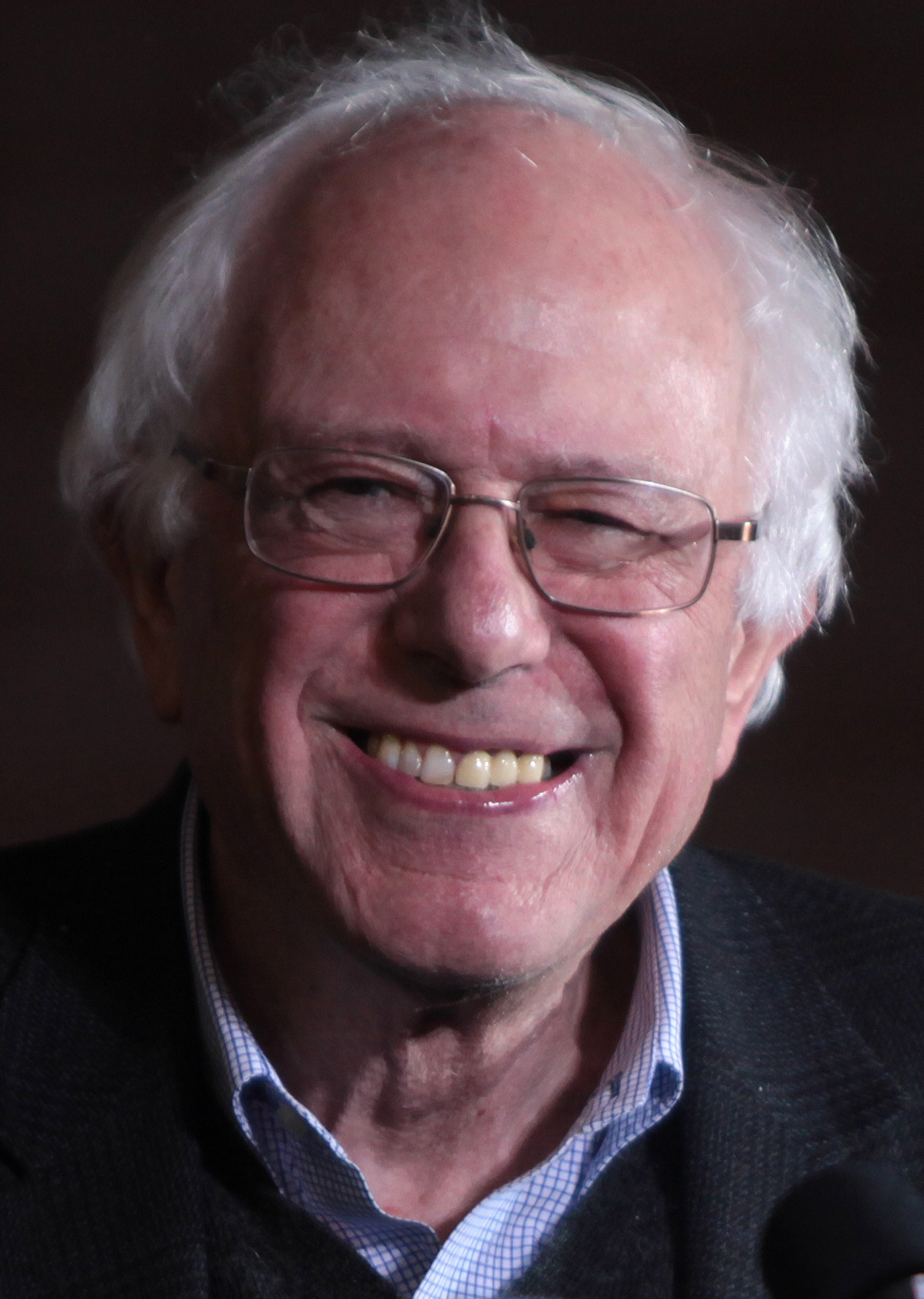
Bernie Sanders nel 2016

In politica estera, Sanders si è sempre attestato su posizioni pacifiste, osteggiando ogni intervento militare statunitense ma difendendo al contempo i diritti dei veterani. Durante il suo settimo mandato alla Camera, si oppose fortemente all'invasione dell'Iraq del 2003, temendo che il ricorso alle armi – oltre a comportare ingenti costi e una grave perdita di vite umane su entrambi i fronti – avrebbe arrecato detrimento alla stabilità politica dell'area, rischiando di compromettere la lotta al terrorismo. Ha lodato il presidente Barack Obama per gli accordi di pace con Iran e Cuba; in particolare, in questa seconda circostanza, ha manifestato la propria soddisfazione per la fine di una «guerra fredda» durata cinquant'anni. In merito alla questione israelo-palestinese appoggia la soluzione dei due Stati, per «garantire al popolo palestinese una propria nazione e al popolo israeliano una vita tranquilla senza il rischio del terrorismo». Per quanto concerne l'ISIS e il jihādismo, ritiene che i paesi musulmani del Medio Oriente siano chiamati a svolgere un ruolo chiave, più degli stessi Stati Uniti: a questo riguardo ha criticato duramente l'Arabia Saudita, gli Emirati Arabi Uniti, il Kuwait e il Qatar; quest'ultimo, in particolare, è stato accusato di avere impiegato più risorse per l'organizzazione del campionato mondiale di calcio 2022 che per il contrasto ai fondamentalisti. A seguito degli attentati di Parigi del 13 novembre 2015, ha espresso la sua paura per il crescente sentimento di islamofobia, degenerante in xenofobia e razzismo. Si è espresso più volte, in linea con la posizione della stragrande maggioranza dei democratici, a sostegno dell'Ucraina a seguito dell'invasione russa dell'Ucraina del 2022. È invece contrario al sostegno militare a Israele nella sua offensiva contro Gaza iniziata nel 2023, denunciando una deriva fondamentalista, militarista e irrispettosa dei diritti umani da parte del governo di destra di Benjamin Netanyahu, pur ribadendo il diritto di Israele a difendersi contro il terrorismo e la condanna all'attacco del 7 ottobre 2023 da parte di Hamas.
In alcune occasioni, Sanders ha mosso aspre critiche agli ex segretari di Stato Henry Kissinger, giudicato come «uno dei più distruttivi della storia moderna», e Hillary Clinton, attaccata per aver ricevuto, tramite la Clinton Foundation, «svariati milioni di dollari da governi stranieri, dittature [...] senza grande rispetto per i diritti degli omosessuali e delle donne». Ha anche formulato il proprio parere contrario al Trattato transatlantico sul commercio e gli investimenti e al Partenariato transpacifico.
Sanders è inoltre un ambientalista ed è stato spesso accostato al Partito Verde: in particolare, è convinto che il riscaldamento globale sia un problema prioritario, da affrontare attraverso un deciso incremento del ricorso alle energie rinnovabili, trovandosi per questo in aperto contrasto con Donald Trump.

## Opere
- (EN) Outsider in the House, con Huck Gutman (coautore), postfazione di John Nichols, New York, Verso, 1997, ISBN 978-1-85-984871-5. URL consultato il 16 giugno 2017.
- (EN) The Speech: A Historic Filibuster on Corporate Greed and the Decline of Our Middle Class, New York, Nation Books, 2011, ISBN 978-1-56858-684-7. URL consultato il 25 aprile 2018.
- (EN) Legalized Tax Fraud: How Top US Corporations Continue to Profit Through Offshore Tax Havens (PDF), Washington, Senato degli Stati Uniti d'America, 2015, ISBN non esistente. URL consultato il 16 giugno 2017.
- (EN) Our Revolution: A Future to Believe In, New York, Thomas Dunne Books, 2016, ISBN 978-1-250-13292-5, LCCN 2016047034. URL consultato il 16 giugno 2017.
- Quando è troppo è troppo! Contro Wall Street, per cambiare l'America, traduzione e cura di Rosa Fioravante, Roma, Castelvecchi, 2016, ISBN 978-88-6944-551-4.
- Un outsider alla Casa Bianca, traduzione di Sara Crimi e Laura Tasso, con Huck Gutman (coautore), prefazione all'edizione italiana di Marco d'Eramo, postfazione di John Nichols, postfazione all'edizione italiana di Carlo Formenti, Milano, Jaca Book, 2016, ISBN 978-88-1641-358-0.
- (EN) Where We Go from Here: Two Years in the Resistance, New York, Thomas Dunne Books, 2018, ISBN 978-1-250-16326-4. URL consultato il 1º gennaio 2019.
- La sfida più grande. La strada verso una società più giusta, traduzione di Francesco Foti, Busto Arsizio, People, 2019, ISBN 978-8832089226.
- Sfidare il capitalismo, traduzione di Nazzareno Mataldi, prefazione di Fausto Bertinotti, Roma, Fazi Editore, 2024, ISBN 979-1259675071.

## Discografia
- 1987 – We Shall Overcome